# Sinal de Gorlin

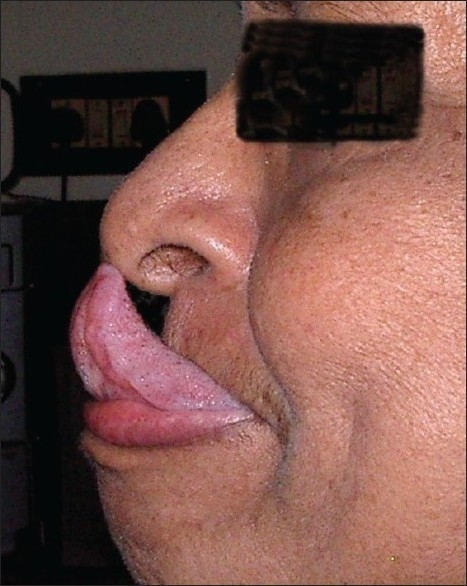
O sinal num portador da síndrome de Ehlers-Danlos

Sinal de Gorlin é a capacidade que uma pessoa tem de tocar a ponta do nariz com a língua. Aproximadamente 10% da população geral pode realizar este ato. Entre os portadores da síndrome de Ehlers-Danlos, que é um distúrbio hereditário do tecido conjuntivo, metade deles consegue fazê-lo.
O sinal recebeu o nome do patologista Robert J. Gorlin, que o descreveu na literatura médica do século XX. O sinal de Gorlin não deve ser confundido com a síndrome de Gorlin, uma condição médica hereditária séria também nomeada em homenagem ao mesmo patologista.